# Battaglia di Pabaiskas
La battaglia di Pabaiskas o battaglia di Wiłkomierz ebbe luogo il 1 settembre 1435 vicino a Ukmergė nel Granducato di Lituania. Con l'aiuto di unità militari del Regno di Polonia, le forze del granduca Sigismund Kęstutaitis sconfissero sonoramente Švitrigaila e i suoi alleati livoniani. La battaglia fu uno scontro decisivo della guerra civile lituana (1432–1438). Švitrigaila perse la maggior parte dei suoi sostenitori e si ritirò nel Granducato meridionale; fu lentamente espulso e alla fine trattò la pace. Il danno inflitto all'Ordine livoniano è stato paragonato al danno subito dall'Ordine teutonico nella battaglia di Grunwald del 1410. I livoniani,  indeboliti fin nelle fondamenta, cessarono di svolgere un ruolo importante negli affari lituani. La battaglia può essere vista come l'ultimo scontro della crociata lituana.

## Denominazione
La battaglia è conosciuta anche come battaglia di Vilkomir o Ukmergė da Ukmergė/Vilkmergė, l'insediamento più vicino. È conosciuta anche come battaglia di Święta/Šventoji dal fiume Šventoji che scorre vicino al luogo della battaglia. In lituano, la battaglia è conosciuta come la battaglia di Pabaiskas. La parola lituana pabaiskas deriva dal polacco pobojowisko che significa letteralmente "luogo di battaglia" o "luogo dove fu combattuta una battaglia". Entrò in uso come nome per la città di Pabaiskas che crebbe attorno alla Chiesa della Santissima Trinità costruita sul posto nel 1436–1440 da Sigismund Kęstutaitis in seguito alla battaglia.

## Contesto
Nell'ottobre del 1430 il granduca lituano Vitoldo il Grande morì senza eredi. Come successore, i nobili lituani elessero Švitrigaila, fratello del re di Polonia Ladislao II Jagellone e cugino di Vitoldo. Poiché la scelta fu fatta senza consultare la Polonia, violò l'unione di Horodło del 1413 e indignò la nobiltà polacca. Švitrigaila si preparò per la guerra e arruolò i Cavalieri Teutonici, la Moldavia e l'Orda d'Oro come suoi alleati. Sigismund Kęstutaitis assunse il potere in Lituania quando depose Švitrigaila con un colpo di stato il 31 agosto 1432. Švitrigaila fuggì, si stabilì a Polack e radunò i suoi sostenitori dalle terre slave del Granducato contro Sigismund.
I Cavalieri teutonici sostenevano segretamente Švitrigaila principalmente attraverso il loro ramo in Livonia. Švitrigaila e Sigismund erano ora impegnati in una distruttiva guerra civile. Nel dicembre 1432, i loro eserciti combatterono nella battaglia di Ašmjany; Švitrigaila fu sconfitto, ma la vittoria non fu decisiva. Nel 1433, insieme ai cavalieri livoniani, Švitrigaila fece irruzione in Lida, Kreva, Eišiškės e devastò le zone circostanti vicino a Vilnius, Trakai e Kaunas. Dopo la morte di Ladislao II nel 1434, i Cavalieri teutonici ripresero la guerra contro la Polonia. In totale, Švitrigaila e la Livonia organizzarono sei incursioni in Lituania, l'ultima delle quali portò alla battaglia di Wiłkomierz.

## Battaglia
Švitrigaila comandava una forza di circa 11 000 uomini: lituani e ruteni ortodossi di Polack, Vicebsk, Smolensk, Kiev, Volinia, cavalieri livoniani e i loro mercenari, almeno 500 tartari dell'Orda d'Oro e alcuni cavalieri teutonici. Potrebbero esserci stati alcuni hussiti dalla sua parte quando arruolò suo nipote Zygmund Korybut, che si era distinto come illustre capo militare nella crociata hussita. Le forze di Sigismund Kęstutaitis erano probabilmente più piccole; suo figlio Mykolas comandava le truppe lituane provenienti da Samogizia, Podlachia, Hrodna, Minsk, e Jakub Kobylański era a capo delle forze polacche (4 000 soldati).
Švitrigaila radunò le sue forze a Vicebsk e marciò verso Braslau dove il 20 agosto si unì alle forze livoniane. Il piano era di marciare su Trakai e Vilnius. Gli avversari si sono incontrati a circa 9 chilometri a sud di Vilkmergė. Inizialmente gli eserciti non si affrontarono poiché separati dal lago Žirnajai e da un torrente paludoso (Žirnaja o Vintara). Dopo due giorni, Švitrigaila e il Gran Maestro livoniano Franco Kerskorff decisero di cambiare posizione e spostarsi a nord verso Vilkmergė. Sigismund Kęstutaitis approfittò della riorganizzazione dell'esercito avversario, separato da un ruscello, per attaccare. L'esercito di Švitrigaila era diviso a metà: la prima a cadere fu la bandiera del maresciallo livoniano Werner von Nesselrode. Nel panico che ne seguì, l'esercito di Švitrigaila fu sonoramente sconfitto.
Švitrigaila riuscì a fuggire a Polack con circa 30 seguaci. Kerskorff fu ucciso nella battaglia insieme al suo maresciallo e a diversi komtur. Korybut fu gravemente ferito e catturato, e morì pochi giorni dopo; gli storici ipotizzano se sia morto per le ferite, sia stato annegato o avvelenato. Molti altri, tra cui il duca Jaroslav, figlio di Lengvenis, e l'emissario imperiale Sigismondo de Rota, furono uccisi. Molti cavalieri, inclusa un'unità di riserva che arrivò tardi allo scontro, furono fatti prigionieri. Altri sono annegati nel fiume Šventoji. La caccia ai fuggitivi da parte dei vincitori proseguì quindici giorni.

## Conseguenze
La battaglia ridusse il potere dell'Ordine Livoniano poiché il suo esercito fu sconfitto, il suo Gran Maestro ucciso e molti dei suoi alti ufficiali uccisi o fatti prigionieri. Il danno causato dalla battaglia all'Ordine livoniano viene spesso paragonato alle conseguenze che la battaglia di Grunwald (1410) ebbe sui Cavalieri Teutonici. L'accordo di pace che ne seguì, il trattato di Brześć Kujawski, fu firmato il 31 dicembre 1435 nell'omonima città polacca e pose fine alla guerra civile. Il trattato disponeva che gli ordini teutonico e livoniano non potessero più interferire nelle questioni interne della Lituania o della Polonia, impedendo persino al Papa e all'Imperatore del Sacro Romano Impero di obbligare la violazione del patto. Tale disposizione era rivolta in particolare contro Sigismondo di Lussemburgo, imperatore del Sacro Romano Impero, e i suoi tentativi di mettere la Polonia e l'Ordine Teutonico l'uno contro l'altro.
La pace non modificò i confini stabiliti dal trattato di Melno del 1422. La sconfitta dell'Ordine livoniano nella battaglia lo avvicinò ai suoi vicini nella regione di Livonia. Il 4 dicembre 1435, i Cavalieri livoniani, i vescovi, nonché i vassalli e rappresentanti delle città firmarono l'accordo per la Confederazione Livoniana: l'Ordine perse il suo carattere crociato e divenne uno stato confederato.
Riuscito a fuggire, Švitrigaila continuò a resistere, ma vide scemare via via il suo potere nelle province orientali del Granducato. Nel 1437 propose un compromesso per continuare a governare Kiev e la Volinia, territori che gli rimasero ancora fedeli, fino alla sua morte, quando sarebbero passati al re di Polonia. Una forte protesta di Sigismund Kęstutaitis indusse il senato polacco a non ratificare l'accordo. Così, l'anno successivo Švitrigaila si ritirò in Moldavia, e Sigismund divenne l'indiscusso Granduca di Lituania. Tuttavia, due anni più tardi, nel 1440, fu assassinato, ponendo fine al suo breve regno.
Sigismund Kęstutaitis costruì una chiesa sul campo di battaglia per commemorare la sua vittoria. Intorno alla chiesa si sviluppò successivamente la città di Pabaiskas.